# Keynī Sāyeh
Keynī Sāyeh (persiska: كِينی سايِه, کینی سایه) är en ort i Iran.   Den ligger i provinsen Hamadan, i den nordvästra delen av landet, 300 km väster om huvudstaden Teheran. Keynī Sāyeh ligger 2 027 meter över havet och antalet invånare är 413.
Terrängen runt Keynī Sāyeh är huvudsakligen kuperad, men västerut är den platt. Runt Keynī Sāyeh är det ganska tätbefolkat, med 80 invånare per kvadratkilometer. Närmaste större samhälle är Kamak-e Soflá, 10,2 km nordost om Keynī Sāyeh. Trakten runt Keynī Sāyeh består i huvudsak av gräsmarker.